# Běstovice
Běstovice település Csehországban, a Ústí nad Orlicí-i járásban. Běstovice Choceň, Skořenice, Újezd u Chocně és Bošín településekkel határos. Lakosainak száma 441 fő (2024. január 1.).

## Népesség
A település lakosságának változását az alábbi diagram mutatja:
| Lakosok száma | 402  | 372  | 347  | 335  | 323  | 449  | 455  | 439  | 407  | 441  |
|               | 1869 | 1900 | 1921 | 1961 | 1980 | 2011 | 2016 | 2019 | 2021 | 2024 |